# Sālote Lupepauʻu
Titre
Reine consort du Royaume des Tonga
4 décembre 1845 – 8 septembre 1889
(43 ans, 9 mois et 4 jours)
Sālote Lupepauʻu, aussi connue sous le nom de Reine Charlotte, est née vers 1811 et morte le 8 septembre 1889 au Palais royal à Nuku'alofa. Elle est l'épouse du premier roi des Tonga, George Tupou, et la première reine consort du royaume des Tonga.

## Biographie
Née vers 1811, Lupepauʻu est la fille de Tamatauʻhala Makamālohi et Halaʻevalu Moheʻofo. Par son père, elle appartient à la dynastie Tuʻi Tonga puisqu'il est le petit-fils de Tuʻi Tonga Fefine (en). Par sa mère, elle appartient à la dynastie ʻUlukalala puisqu'elle descend de Fīnau 'Ulukālala II 'i Feletoa. Lupepauʻu est considérée comme étant d'un rang sino'i'eiki élevé dans l'ordre traditionnel. Dès son plus jeune âge, elle est mariée à Laufilitonga, le dernier détenteur du titre Tuʻi Tonga.

Tāufa'āhau (le futur George Tupou I) s'enfuit avec Lupepau'u quelque temps après la défaite de Laufilitonga à la bataille de Velata (en) contre les forces de Tāufa'āhau. Après son adoption du christianisme, Tāufaʻāhau répudie toutes ses épouses secondaires et leurs enfants et fait de Lupepauʻu sa femme principale . Après leur conversion, Tāufaʻāhau prend le nom de George Tupou I en l'honneur du roi George III du Royaume-Uni tandis que Lupepauʻu est nommé Sālote ou Charlotte en l'honneur de la reine Charlotte du Royaume-Uni.

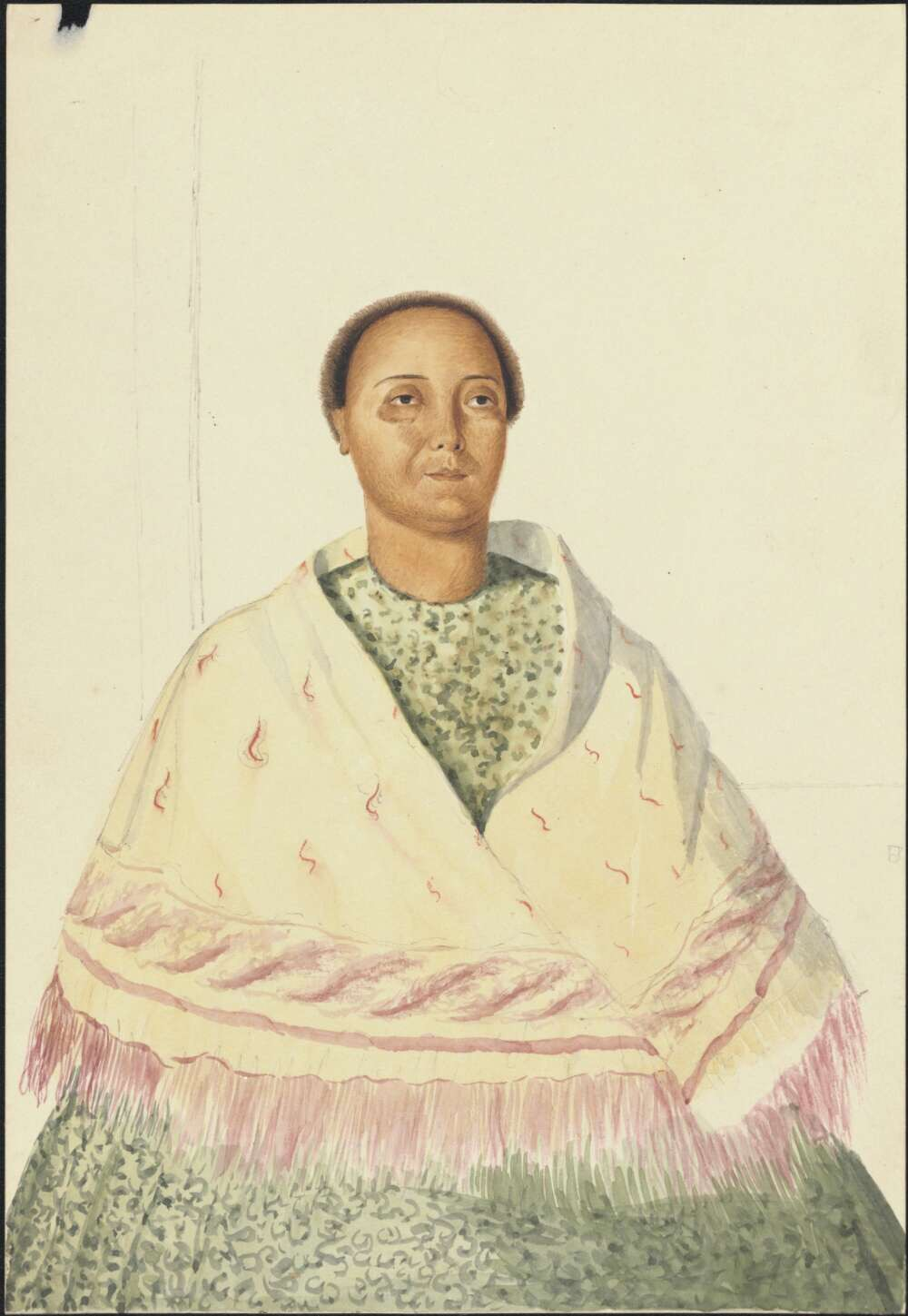
Portrait à l'aquarelle de James Gay Sawkins, 1854

Avec George Tupou Ier, elle a deux fils : Tuʻuakitau (1839-1842) et Vuna Takitakimālohi (1844-1862). Leurs enfants sont les seuls héritiers de Tupou Ier considérés comme légitimes et éligibles pour succéder au trône des Tonga selon la loi chrétienne. La mort sans enfant de Vuna en 1862 provoque une crise de succession. La succession reste vacante pendant treize ans jusqu'à la promulgation de la première constitution de Tonga en 1875, qui légitime le fils illégitime de Tupou, Tēvita ʻUnga, et le nomme prince héritier.
Lupepauʻu décède le 8 septembre 1889. En 1941, le collège Kolisi Fefine est rebaptisé Collège Reine Salote en son honneur,. Le nom Sālote devient une tradition récurrente dans la famille royale tongienne. L'arrière-arrière-petite-fille de son mari, Sālote Tupou III, est nommée d'après son arrière-grand-mère Sālote Mafile'o Pilolevu.